# AP-5

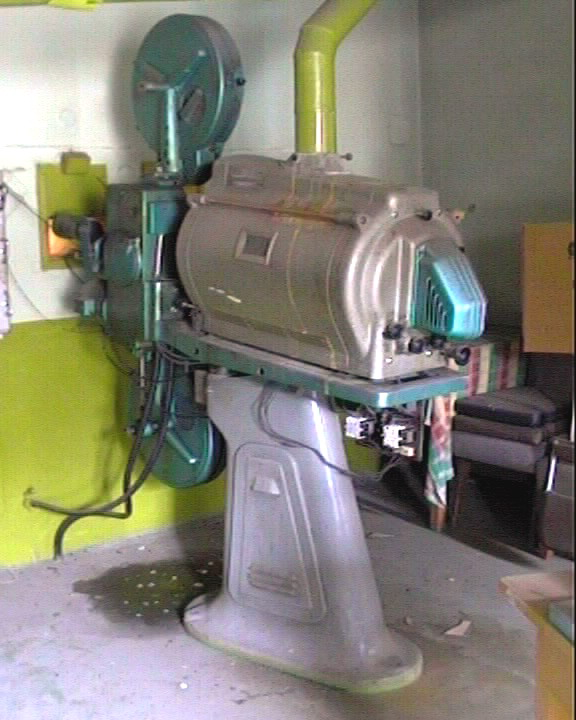
Profesjonalny aparat projekcyjny AP-5 zainstalowany w kabinie projekcyjnej kina

AP-5 − kinowy projektor filmowy służący do projekcji na taśmie 35 mm, produkowany w latach 50. XX wieku przez Łódzkie Zakłady Kinotechniczne. Był to wówczas jeden z najpopularniejszych modeli wykorzystywanych w polskich kinach, na bazie jego konstrukcji powstały kolejne projektory produkowane w ŁZK.
Projektor przeznaczony był dla kin dysponujących salami do 1000 miejsc.

## Konstrukcja
Pierwotne źródło światła projektora stanowiła latarnia oparta na węglowej lampie łukowej (35 - 70 A). W późniejszym okresie do aparatu została skonstruowana latarnia ksenonowa (z kolbą o mocy 1,6 kW w układzie pionowym), nawiązująca wyglądem do charakterystycznego kształtu latarni łukowych tego projektora. 
Projektor wyposażony był w asferyczne lustro o średnicy 356 mm i ogniskowej 120 mm. Standardowym obiektywem dostarczanym przez producenta był Polkinar 1,8/100.
W podstawowym wyposażeniu projektora znajdował się optyczny układ odczytu dźwięku z dwoma żarówkami naświetlającymi (6 V, 5 A) − jedną w pozycji roboczej, drugą rezerwowej (obie umocowane w uchwycie obrotowym, co umożliwiało wymianę bez przerywania projekcji). Dodatkowo projektor można było wyposażyć w 4-kanałową przystawkę do odczytu dźwięku magnetycznego.
Napęd projektora stanowił trójfazowy silnik asynchroniczny (moc 150 W, 1500 obr./min). Silnik uruchamiany był za pomocą automatycznego rozrusznika.

## Wybrane parametry techniczne
- Strumień świetlny: ok. 2500 lm
- Wymiar podstawy ekranu max.: dyfuzyjny do 6 m, metalizowany do 10 m
- Układ smarowania: centralny z obiegiem oliwy wymuszonym za pomocą pompki zębatej
- Chłodzenie: wodne i powietrzne
- Wymiary gabarytowe: 2000 x 1550 x 550 mm
- Masa: 280 kg